# バハーバード
バハーバード（ペルシア語: بهاباد、Behābād/Bahābād/Būhābād/Mahābād）とは、イランの都市で、ヤズド州バハーバード郡の郡中心市に定められている。2012年の調査では人口8,145人。
特産品としてサフランが知られている。